# Platynus tenebrosus
Platynus tenebrosus är en skalbaggsart som beskrevs av Barr. Platynus tenebrosus ingår i släktet Platynus och familjen jordlöpare. Inga underarter finns listade i Catalogue of Life.